# Транспорт в Русия
Транспортната мрежа на Русия е една от най-развитите в света. Националната мрежа от пътища, жп и въздушни линии се простира на повече от 7700 km – от Калининград на запад до полуостров Камчатка на изток, а големи градове като Москва и Санкт Петербург се обслужват от модерни, бързи транспортни системи.

## Сухопътен транспорт

### Железопътен транспорт
Държавната железопътна компания (Российские железные дороги, РЖД) е една от най-големите в света с над 1,2 милиона служители, и е монополист в жп транспорта. Компанията допринася над 3,6% от БВП на Русия и поддържа 39% от общия трафик на товари и повече от 42% на пътническия трафик. Железопътните линии на Руската Федерация са с обща дължина от 87 157 km, на второ място в света след САЩ, като над 44 000 km от тях са електрифицирани, което поставя Русия на първо място в света. В допълнение има повече от 30 000 km промишлени линии. Железниците в Русия, за разлика от по-голямата част от света, използват широко междурелсие от 1520 mm, с изключение на 957 km на остров Сахалин, където се използва тесен габарит от 1067 mm. Най-известната железопътна линия в Русия е Транссибирската, която прекосява седем часови зони. Най-дългите жп маршрути в света – Москва-Пхенян (10 267 km), Москва-Владивосток (9259 km), Киев-Владивосток (11 085 km). Чрез влакове Русия има връзки с Финландия, Естония, Литва, Латвия, Полша (през Калининград), Беларус, Украйна, Грузия, Азербайджан, Казахстан, Монголия и Северна Корея. Има предложение за изграждане на директна връзка и с Норвегия, през Финландия и Швеция. Обмисля се построяване на връзка между Русия и САЩ (Аляска) под Тихи океан.
В европейската част жп мрежата има радиално разположение. През 1851 година е прокаран релсовият път, свързващ Санкт-Петербург с Москва. Оттогава започва и строежът на жп линии от Санкт-Петербург на юг. През 1892 година започва строежът на Транссибирската магистрала – едновременно се строят трасетата от Челябинск през Новониколаевск до Красноярск и Иркутск, и от Владивосток до Хабаровск. Линията е открита през 1916 година.

### Метро
Метрото е с много голямо значение в големите градове на Русия.
- Московско метро – 12 линии, 172 станции, 301,2 km
- Петербургско метро – 4 линии, 60 станции, 105,5 km
- Нижегородски метрополитен – 1 линия, 13 станции, 15,3 km
- Новосибирски метрополитен – 2 линии, 12 станции, 14,3 km
- Самарско метро – 1 линия, 8 станции, 8,3 km
- Екатеринбургски метрополитен – 1 линия, 8 станции, 12,7 km
- Казански метрополитен – 1 линия, 7 станции, 10,32 km

### Карта
- Карта на жп транспорта в Русия

### Пътен транспорт
Русия има 933 000 km пътища, от които 755 000 са асфалтирани. Русия има най-ниското съотношение на магистрали към територия от всички страни от Г-8 и БРИКС, което се дължи на огромната ѝ площ.

## Морски транспорт
Главните морски пристанища на Русия са Ростов на Дон на Азовско море, Новоросийск на Черно море, Астрахан и Махачкала на Каспийско море, Калининград и Санкт Петербург на Балтийско море, Архангелск на Бяло море, Мурманск на Баренцово море, Петропавловск-Камчатски и Владивосток на Тихия океан. През 2008 г. страната притежава 1448 морски търговски кораба и единствения в света флот от ядрени ледоразбивачи. Разширяват се икономическата експлоатация на континенталния шелф на Русия в Арктика и морската търговия през Северния морски път между Европа и Източна Азия. Морските граници на Русия възлизат на 40 000 km.
Пристанища на Черно море:
- Новоросийск
- Таганрог
- Туапсе

Пристанища на Балтийско море:
- Калининград
- Балтийск
- Санкт-Петербург
- Виборг

Пристанища на Баренцово море:
- Мурманск

Пристанища на Бяло море:
- Архангелск

Пристанища на Японско море:
- Ванино
- Владивосток
- Находка
- Порт Изток

## Речен транспорт
Русия има 102 000 km вътрешни водни пътища – природни реки или езера. В европейската част на страната мрежа от канали свързва басейните на големите реки. Столицата Москва понякога се нарича „портът на петте морета“, благодарение на своите плавателни връзки до Балтийско море, Бяло море, Каспийско море, Азовско море и Черно море.

## Въздушен транспорт
Русия има 1216 летища, най-натоварените са Шереметиево, Домодедово, Внуково в Москва и Пулково в Санкт Петербург. Общата дължина на пистите за излитане и кацане в Русия надхвърлят 600 000 km.